# وی هیلبرت
وی هیلبرت (انگلیسی: Vi Hilbert; ۲۴ ژوئیهٔ ۱۹۱۸ – ۱۹ دسامبر ۲۰۰۸) نویسنده و زبان‌شناس سرخ‌پوست آمریکایی بود.
وی در دانشگاه واشینگتن ۱۷ سال تدریس کرد که زبان‌های لوشودسید را مکتوب کرد.